# Province d'El Loa
La province d'El Loa est une des trois provinces de la région d'Antofagasta, au Chili. Elle est  située sur le plateau central et va jusqu'à la frontière avec l'Argentine sur la Cordillère des Andes. La population totale de la province en (2016) était de  187 137  habitants pour une superficie de 41999 km² (densité de 4,5). Comme l'ensemble de la région, le climat est désertique; les pluies quasi inexistantes, mais l'altitude moyenne (2000 m) du plateau fait que les journées ne sont jamais extrêmement chaudes. Par contre, il peut facilement geler la nuit.
La capitale provinciale est Calama, ville dortoir pour les employés de la mine de cuivre de Chuquicamata située à 15 km.
C’est une province qui comporte plusieurs sites touristiques situés pour la plupart dans la Cordillère. Parmi les plus connus figurent le village oasis de San Pedro d'Atacama, le Salar d'Atacama, les geysers d'El Tatio, la mine de cuivre à ciel ouvert de Chuquicamata, les lagunes sur la Cordillère, la Valle de la Luna, des ruines pré-incas et les villages de l’altiplano.

## Galerie

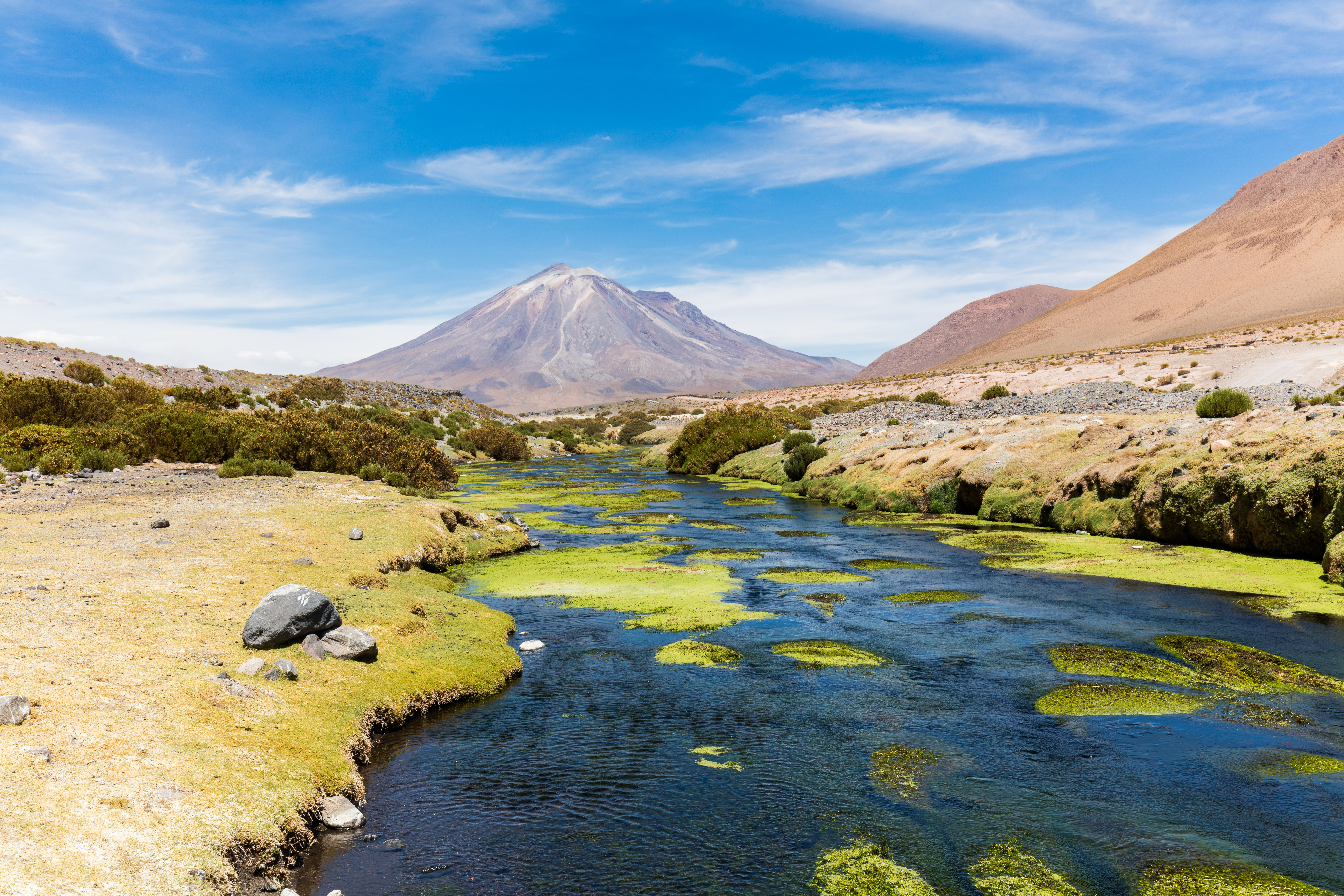
Le volcan Paniri et le río San Pedro de Inacaliri.
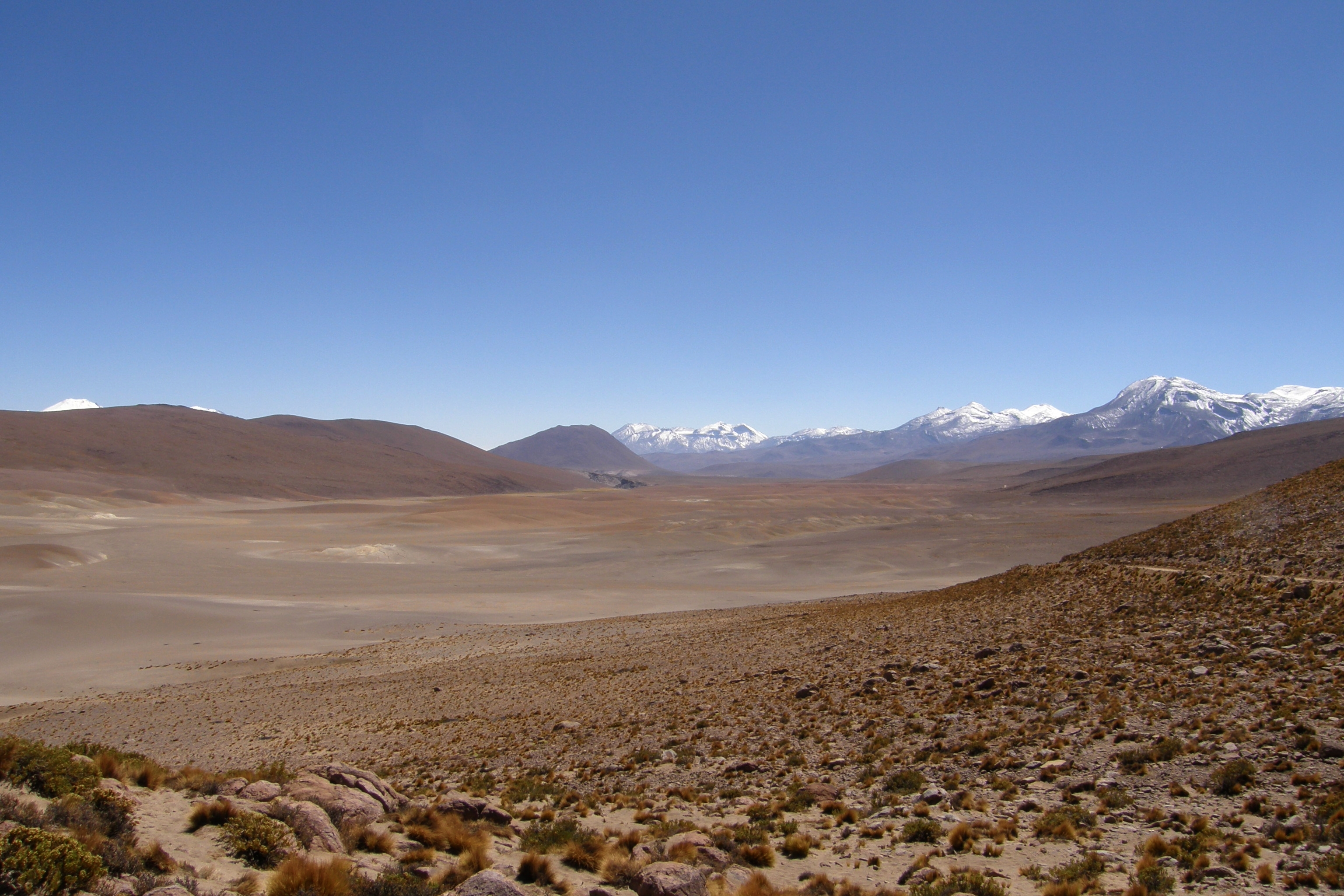
Paso las Viscachas.
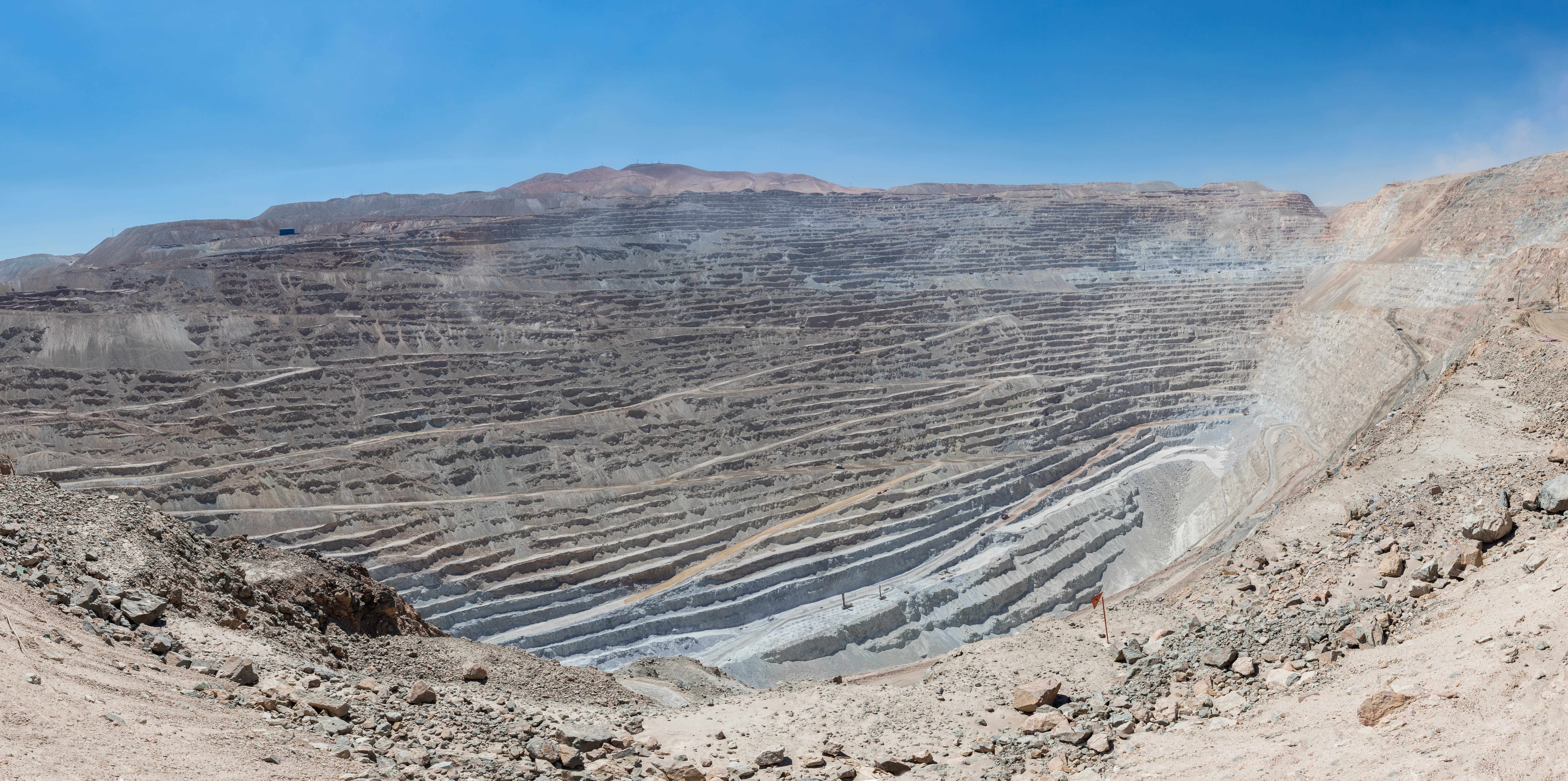
La mine de cuivre de Chuquicamata.
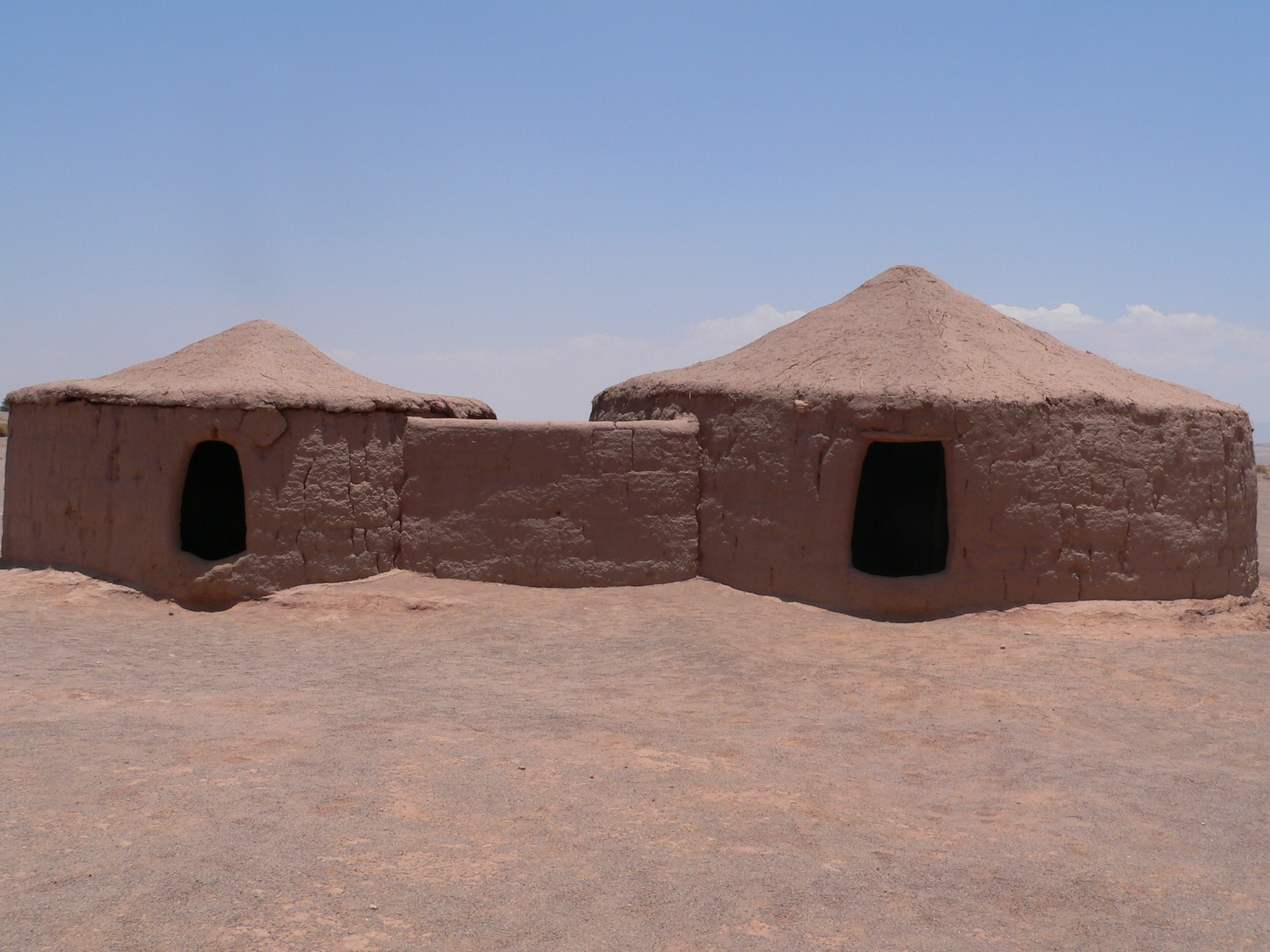
Aldea de Tulor.

## Communes
La province de Aisén est divisée en 3 communes : 
- Calama ;
- Ollagüe ;
- San Pedro d'Atacama.